# باشگاه فوتبال چادرملو اردکان
باشگاه فوتبال چادرملو اردکان یک باشگاه فوتبال در شهر اردکان، کشور ایران است که در سال ۱۴۰۱ بنیان‌گذاری شده است. این باشگاه هم‌اکنون در لیگ برتر خلیج فارس بازی می‌کند.
این باشگاه در تیر ماه سال ۱۴۰۱ اقدام به خرید امتیاز باشگاه فوتبال قشقایی شیراز برای حضور در لیگ آزادگان کرد. این تیم در فصل ۰۳–۱۴۰۲ لیگ آزادگان به لیگ برتر خلیج فارس صعود کرد.

## بازیکنان

### بازیکنان خارجی باشگاه
| #  | نام               | پست       | ملیت     | سال         |
| ۱  | علاء الدالی       | مهاجم     | سوریه    | ۱۴۰۳        |
| ۲  | والاس آلمیدا      | هافبک     | برزیل    | ۱۴۰۳        |
| ۳  | ماتئوس سانتوس     | هافبک     | برزیل    | ۱۴۰۳–تاکنون |
| ۴  | گیلیرمه پیرا      | هافبک     | برزیل    | ۱۴۰۳        |
| ۵  | ادسون ماردن       | دروازه‌بان | برزیل    | ۱۴۰۳–تاکنون |
| ۶  | ویکتور ماتئوس     | مدافع     | برزیل    | ۱۴۰۳–۱۴۰۴   |
| ۷  | دیگو کاریوکا      | مهاجم     | برزیل    | ۱۴۰۳–۱۴۰۴   |
| ۸  | سگوندو پورتوکاررو | مدافع     | اکوادور  | ۱۴۰۳-تاکنون |
| ۹  | رنی سیمیسترا      | مهاجم     | اکوادور  | ۱۴۰۴-تاکنون |
| ۱۰ | ماریو اوتازو      | هافبک     | پاراگوئه | ۱۴۰۴-تاکنون |

## ورزشگاه
تیم چادرملو بازی‌های خانگی خود را در ورزشگاه شهید نصیری شهر یزد برگزار می‌کند.

## آمار و عملکرد
| # | لیگ آزادگان | رتبه       | جام حذفی   |
| ۱ | ۰۲–۱۴۰۱     | هفتم       | ۱/۱۶ نهایی |
| ۲ | ۰۳–۱۴۰۲     | نایب‌قهرمان | ۱/۴ نهایی  |
| # | لیگ برتر    | رتبه       | جام حذفی   |
| ۳ | ۰۴–۱۴۰۳     | دهم        | ۱/۱۶ نهایی |
| ۴ | ۰۵–۱۴۰۴     | –          | –          |

## سرمربیان تاریخ باشگاه
| # | سرمربی          | سال         |
| ۱ | محمدسعید اخباری | ۱۴۰۱–تاکنون |

## مربیان
| # | سمت         | نام              |
| ۱ | سرمربی      | محمدسعید اخباری  |
| ۲ | دستیار      | حنیف عمران زاده  |
| ۳ | دستیار      | ژوزه موریرا      |
| ۴ | مربی بدنساز | الیورا گیلیدستون |
| ۵ | سرپرست      | فراز فاطمی       |

## افتخارات
- لیگ آزادگان

 نایب‌قهرمان (۱): ۰۳–۱۴۰۲